# David Halberstam
Pour les articles homonymes, voir Halberstam.
David Halberstam, né le 10 avril 1934 à New York et mort le 23 avril 2007 à Menlo Park dans l'ouest de la Californie, est un journaliste et essayiste américain. Il a été récompensé d'un prix Pulitzer en 1964 pour ses reportages et est l'auteur d'une vingtaine de livres.